# Resolución 1914 del Consejo de Seguridad de las Naciones Unidas
La resolución 1914 del Consejo de Seguridad de las Naciones Unidas, adoptada por unanimidad el 18 de marzo de 2010, observando con pesar la renuncia del juez de la Corte Internacional de Justicia Shi Jiuyong, el Consejo decidió que en concordancia al Estatuto de la Corte las elecciones para llenar la vacante se efectuarían el 29 de junio de 2010 en una sesión del Consejo de Seguridad y durante la sexagésimo cuarta sesión de la Asamblea General.
Shi fue un miembro de la Corte desde 1994. Fue reelegido en 2003, sirvió como vicepresidente de la Corte entre 2000 y 2003 y como su presidente entre 2003 y 2006.